# Tinamú crestat elegant
El tinamú crestat elegant (Eudromia elegans) és una espècie d'ocell de la família dels tinàmids (Tinamiidae) que habita als altiplans oberts d'Amèrica del sud en bandades de fins a 100 individus.

## Descripció
Aspecte de gal·liforme, amb una llargària d'uns 60 cm. Un gran plomall corbat cap amunt des de la corona. Clapat i barrat de colors negre i cafè a diferents parts. Banda blanca i negra des de l'ull cap al coll. Ulls bruns. Bec cafè. Potes clares, amb quatre dits.

## Subespècies
- E. e. albida (Wetmore, 1921). Argentina occidental.
- E. e. devia Conover, 1950. Sud-oest de l'Argentina.
- E. e. elegans Geoffroy Saint-Hilaire, 1832. Argentina meridional.
- E. e. intermedia (Dabbene et Lillo, 1913). Nord-oest de l'Argentina.
- E. e. magnistriata Olrog, 1959. Argentina septentrional.
- E. e. multiguttata Conover, 1950. Argentina oriental.
- E. e. numida Banks, 1977. Argentina central.
- E. e. patagonica Conover, 1950. Argentina meridional i zona limítrofa de Xile.
- E. e. riojana Olrog, 1959. Argentina occidental.
- E. e. wetmorei Banks, 1977. Argentina occidental.